# Rebecca Scown
Rebecca Scown (10 de agosto de 1983) es una remera profesional. Junto con Juliette Haigh, ganó la medalla de bronce en equipo de dos sin timonel femenino en los Juegos Olímpicos de 2012. Anteriormente habían ganado el oro en pares femeninos en la regata de la Copa del Mundo de Remo en Lucerna, 2010 y en el Campeonatos del Mundo de Remo 2010 en el lago Karapiro.
En 2010, Juliette Haigh que estaba en los pares femeninos de Nueva Zelanda entre 2004-2008 se asoció a Scown en el bote. La pareja compitió en dos pruebas de la Copa del Mundo de Remo y ganó ambas finales, siendo las favoritas para los Campeonatos del Mundo de Remo 2010, que se celebró en el lago Karapiro en noviembre de 2010.